# 홍성운
홍성운(洪性運, 1932년 ~ 2017년 5월 18일)은 전주지방법원과 서울가정법원에서 법원장을 역임한 법조인이다.

## 주요 판결
- 대전지방법원 천안지원 형사합의부 재판장으로 재직하던 1974년 12월 20일에 술을 마시고 머슴살이를 하던 집에 가서 품삯을 안준다며 주인집 남자를 작두로 머리를 쳐서 숨지게 하고 부인에게 중상을 입한 피고인에게 사형을 선고했다.[1]

- 서울지방법원 의정부지원 합의부 재판장으로 재직하던 1976년 10월 14일에 여자 운전사를 살해한 피고인 2명에게 사형을 선고했다.[2]